# Maciste salvato dalle acque
Maciste salvato dalle acque è un film muto italiano del 1921 diretto  da Luigi Romano Borgnetto.